# Montagut de Savés
Montagut de Savés (en francès Montégut-Savès) és un municipi francès situat al departament del Gers i a la regió d'Occitània.

## Demografia
| 1962                                       | 1968 | 1975 | 1982 | 1990 | 1999 | 2006 |
| ------------------------------------------ | ---- | ---- | ---- | ---- | ---- | ---- |
| 103                                        | 96   | 86   | 89   | 69   | 68   | 72   |
| Des de 1962: població sense dobles comptes |      |      |      |      |      |      |

## Administració
| Període   | Identitat            | Partit |
| --------- | -------------------- | ------ |
| 2001-2008 | Christian Cachalou   |        |
| 2008-     | Jean-Georges Lagarde |        |